# Сотворённость Корана
Сотворённость Корана (араб. خلق القرآن‎) — учение мутазилитов о том, что Коран не является извечным и несотворённым, а возник в определённый момент времени (худус). Таким образом, согласно мутазилитской логике, священная книга мусульман оказывается вторичной (в смысле возникновения во времени) по отношению к другим текстам на арабском языке, в том числе к доисламской поэзии. Это делало возможным обращение к предшествующим текстам для разъяснения Корана, а отдельные части его текста в результате этой процедуры становились метафорой метафоры. По мнению противников идеи о сотворённости Корана и сторонников абсолютной трансцендентности Бога (ханбалиты и прочие), получалось, что познание Бога осуществлялось через познание человека, что было полной несуразицей и опровергалось в самом Коране.
По мнению мутазилитов, учение об извечности Корана подразумевает существование чего-то вечного помимо Бога, что подвергает сомнению его абсолютное единство. Также это ограничивает свободу воли человека, ведь таким образом получается, что Бог знал судьбу описанных в Коране людей до того, как они совершили свои деяния. Мутазилиты, заручившись поддержкой Аббасидского халифа аль-Мамуна (правил в 813—833 годах), создали по его приказу «инквизицию» для систематизации веры. Мусульманские правоведы-факихи должны были ответить на вопрос о сотворённости Корана и те, кто соглашался с этой доктриной, оставались на своих должностях, а те, кто выступили против, подвергались наказанию вплоть до заключения в тюрьму (Ахмад ибн Ханбаль). Этот процесс стал известен как михна (араб. «испытание»).
Оппоненты учения о сотворённости Корана приводили в свою защиту различные аргументы. Ашариты разделяли между извечным словом Бога и записанными или прочтёнными аятами Корана. Таким образом, записанное и прочтённое не является частью божественного. В обратном случае, по мнению ашаритов, это привело бы к ограничению единства (таухид) Бога. Этому противоречили ханбалиты, которые аргументировали тем, что в сущностной природе Бога существует множественность, что отражено в его атрибутах. По этой причине Коран является божественным и частичным проявлением всемогущества Бога.
В 845 или 846 году (231 г. х.) по приказу халифа аль-Васика (правил в 842—847) был казнён Ахмад ибн Наср аль-Хузаи. Помимо участия в восстании против халифа, ему вменялся отказ признать сотворённость Корана. Однако спустя год после этой казни назрели большие перемены. Аль-Мутаваккиль, взошедший на престол после смерти своего брата, стал проводить политику, полностью противоположную михне. Ранее гонимый Ахмад ибн Ханбаль теперь стал получать приглашения в столицу халифата Самарру.
Расцвет мутазилизма пришёлся на период ранних Аббасидов (с 750 года), однако их относительно небольшая численность вкупе с отрывом от суннитского консенсуса о Боге и роли разума означала, что в конечном счёте они впадут в немилость. В последующие века периодически появлялись те, кто были вдохновлены их учением, а самое большое влияние они оказали на правовую теорию шиитов.